# Thurniaceae
Thurniaceae, malena biljna porodica jednosupnica od četiri vrste višegodišnjih biljaka u vlažnim staništima Južne Amerike i juga Afrike.Sestrinska je porodicama Cyperaceae i Juncaceae. Klasificira se redu travolike, a ime je dobila po rodu Thurnia. 
Porodica je opisana 1907.

## Rodovi
1. Genus Prionium E. Mey.
2. Genus Thurnia Hook. f.